# Сусак Катерина Романівна
Катерина Романівна Сусак (нар. 18 березня 1939, Косів, Івано-Франківська область) — мистецтвознавець, педагог, вихователь фахівців художньої вишивки, ректор Косівського інституту прикладного та декоративного мистецтва, членкиня Спілки народних майстрів України, Заслужений працівник культури України.

## Біографія
Катерина Романівна Сусак народилась 18 березня 1939 року у м. Косів. Виросла і виховувалась Катерина Романівна у сільській сім'ї, де змалечку привчали до праці, до шани традицій. Школу закінчувала в повоєнні роки. Катерина Романівна відвідувала гуртки художньої самодіяльності. Було надзвичайно важко, та було бажання вчитися. Закінчила Чернівецький державний університет. Після закінчення пішла працювати у Косівський технікум. Потім працювала в Косівському інституті прикладного та декоративного мистецтва.

## Трудова діяльність
Сусак Катерина Романівна працювала в Косівському державному інституті прикладного та декоративного мистецтва понад 36 років, пройшовши всі щаблі професійного зростання — від викладача до ректора. Вона присвятила своє життя фаховій підготовці спеціалістів різних галузей мистецтва, творчій і науковій праці. В 1989—1991 роках завдяки Катерина Сусак було засновано навчальну матеріально-технічну базу відділу — створено майстерні, кабінети композиції, технології, дипломного проектування тощо. З 2000 до 2003 року Катерина Романівна Сусак працювала ректором Косівського інституту прикладного та декоративного мистецтва. Від 2001 року Катерина Романівна перебувала на посаді доцента. Глибокі фахові знання й педагогічний досвід стали запорукою того, що К. Сусак реформувала викладання теорії та практики. У співавторстві з Ніною Кириченко розробила програму навчальної дисципліни «Робота в матеріалі з художнього вишивання та моделювання одягу». Завдяки обраній формі вивчення першоджерел народної творчості Катерині Романівні вдалося виявити та відтворити понад двадцять забутих і напівзабутих швів художнього вишивання, які були впроваджені в навчальний процес. Вона розробила чимало оригінальних композицій сучасних святкових сорочок, блуз, суконь та інших вишитих виробів високого мистецького рівня. Вишукані естетичні й декоративні властивості сучасних моделей здатні бути засобами самовираження не лише автора, але й власника твору.

## Досягнення
Кращі твори митця експонувалися на обласних і регіональних виставках в містах Косів, Коломия, Рахів, Івано-Франківськ, Львів; на всеукраїнських — у м. Київ (1995, 2000,2003-2004, 2006—2008 роках) та закордонних — Франція (2001 р.) виставках. Значна кількість творів мисткині увійшли до монографій, альбомів, каталогів, путівників. За високі досягнення в створенні сучасних вишитих творів і участь у багатьох виставках, зокрема міжнародних — «Експо-97» у Рахові (1997); «Art et culture» в Марселі (2001); регіональних, присвячених VII гуцульському фестивалю в Рахові (1997), «Шовкова косиця» у Львові (1999) Катерина Сусак була відзначена дипломами.

## Дослідження, науковий доробок
Результати науково-дослідницької праці К. Сусак викладені в опублікованих наукових статтях, тезах наукових конференцій, вступних статтях тощо. До найважливіших публікацій автора належать аналітичні статті, присвячені проблемам підготовки мистецьких кадрів, розвитку народних художніх промислів, становленню вищої мистецької освіти в Косові. У полі зору є також особливості художньої вишивки окремих осередків, специфіка гуцульського ліжникарства, своєрідність творчості найобдарованіших особистостей. Найвагомішим науковим доробком педагога Сусак став навчальний посібник «Українське народне вишивання. Техніка, методологія, методика», створений у співавторстві. У книзі вперше представлено українське народне вишивання як навчальну дисципліну, визначено значення і місце її серед інших фахових дисциплін декоративно-прикладного мистецтва.

## Відзнаки
- 1970 р. — медаль «За доблесну працю»;
- 1984 р. — медаль «Ветеран праці»;
- 1986 р. — Орден Дружби народів;
- 2001 р. — орден Княгині Ольги III ступеня;
- 1999 р. — лауреат «Всеукраїнської галузевої премії»;
- 2003 р. — премії ім. О. Г. Соломченка;
- 2009 р. — відзнака «За збереження народних традицій».